# یوژف مونک
یوژف مونک (مجاری: József Munk؛ زادهٔ ۳۰ نوامبر ۱۸۹۰ - درگذشته نامشخص) شناگر اهل مجارستان بود.